# Magdheide
Magdheide ist eine Hofschaft in Halver im Märkischen Kreis im Regierungsbezirk Arnsberg in Nordrhein-Westfalen (Deutschland).

## Lage und Beschreibung
Magdheide liegt im nördlichen Halver westlich des Bachs Glör unmittelbar an der Stadtgrenze zu Schalksmühle. Bei dem Ort entspringt die Sparmecke, ein Zufluss der Glör. Der Ort ist über eine untergeordnete Nebenstraße von der Landesstraße L528 zu erreichen. Nachbarorte sind Dommelnheide, Heerenfelde, Streitstück und Glörfeld.

## Geschichte
Magdheide wurde erstmals 1463 urkundlich erwähnt, die Entstehungszeit der Siedlung wird aber für den Zeitraum zwischen 1050 und 1200 infolge der Rodungsphase nach der hochmittelalterlichen Territorialbildung vermutet. Magdheide war ein Abspliss der Hofschaft Glörfeld.
1818 lebten 16 Einwohner in Magdheide. Laut der Ortschafts- und Entfernungs-Tabelle des Regierungs-Bezirks Arnsberg wurde der Ort als Hof kategorisiert und besaß 1838 eine Einwohnerzahl von 48, allesamt evangelischen Glaubens. Der Ort gehörte zu dieser Zeit der Gloerfelder Bauerschaft innerhalb der Bürgermeisterei Halver an und besaß sechs Wohnhäuser und zwei landwirtschaftliche Gebäude.
Das Gemeindelexikon für die Provinz Westfalen von 1887 gibt für den Ort eine Zahl von 25 Einwohnern an, die in fünf Wohnhäusern lebten.